# Molasa
Molasa – ogólna nazwa kompleksu skał osadowych wypełniających zapadliska powstające na przedpolu świeżo wypiętrzonego górotworu fałdowego w schyłkowym stadium orogenezy, zwykle o grubości wielu kilometrów. 
Głównym składnikiem molas są skały okruchowe pochodzące z niszczenia gór, zwykle zlepieńce i piaskowce. należą do nich np. mioceńskie i plioceńskie utwory osadowe na przedpolu Alp - w Szwajcarii i południowej Bawarii.
W przeciwieństwie do fliszu, który jest osadzany w zbiornikach morskich, środowisko sedymentacyjne molasy może być dwojakie:
- molasa morska – podobna litologicznie do fliszu, ale powstała w schyłkowym okresie tworzenia się orogenu;
- molasa lądowa – powstała w lądowych zbiornikach wodnych, np. jeziorach. Z tego powodu w molasie lądowej często występują sekwencje osadów organicznych, a nieobecne są wkładki osadów morskich, np. wapieni morskich, występujących we fliszu.